# Antoine François Peraldi
Pour les articles homonymes, voir Peraldi.
Antoine François Marie Peraldi est un homme politique français né le 2 avril 1769 à Ajaccio (Corse-du-Sud) et mort le 19 mars 1845.

## Biographie
Colonel de garde nationale d'Ajaccio en 1791, il est ensuite assesseur au tribunal d'Ajaccio en 1795 puis émigre de 1798 à 1814. Conseiller général en 1815, il est nommé sous-préfet de Sartène en 1816. Il est député de la Corse en 1816, puis de 1824 à 1827, siégeant dans la majorité soutenant le gouvernement Villèle.

## Sources
- « Antoine François Peraldi », dans Adolphe Robert et Gaston Cougny, Dictionnaire des parlementaires français, Edgar Bourloton, 1889-1891 [détail de l’édition]